# Marathon van Osaka 1993
De marathon van Osaka 1993 werd gelopen op zondag 31 januari 1993. Het was de twaalfde editie van deze marathon. Alleen vrouwelijke elitelopers mochten aan de wedstrijd deelnemen.
De Japanse Junko Asari beëindigde de wedstrijd als eerste in 2:26.26; zij had slechts een seconde voorsprong op haar landgenote Tomoe Abe.

## Uitslagen
| rang   | naam               | land | tijd    |
| ------ | ------------------ | ---- | ------- |
| Goud   | Junko Asari        | JPN  | 2:26.26 |
| Zilver | Tomoe Abe          | JPN  | 2:26.27 |
| Brons  | Yoshiko Yamamoto   | JPN  | 2:29.41 |
| 4      | Nobuko Fujimura    | JPN  | 2:30.02 |
| 5      | Lorraine Moller    | NZL  | 2:30.31 |
| 6      | Miyoko Takahashi   | JPN  | 2:30.58 |
| 7      | Li-Hua Xie         | CHN  | 2:32.54 |
| 8      | Madina Biktagirova | BLR  | 2:33.04 |
| 9      | Birgit Jerschabek  | GER  | 2:33.14 |
| 10     | Marcia Narloch     | BRA  | 2:33.56 |
| 11     | Hong-Mei Wang      | CHN  | 2:34.03 |
| 12     | Izabela Zatorska   | POL  | 2:36.52 |
| 13     | Yuka Terunuma      | JPN  | 2:37.42 |
| 14     | Helena Javornik    | SLO  | 2:40.40 |
| 15     | Yukie Akiyama      | JPN  | 2:41.11 |
| 16     | Keiko Otake        | JPN  | 2:41.20 |
| 17     | Sylvie Bornet      | FRA  | 2:43.25 |
| 18     | Shinobu Kurosaki   | JPN  | 2:43.37 |
| 19     | Fumiko Okada       | JPN  | 2:45.16 |
| 20     | Mayumi Hamada      | JPN  | 2:45.58 |
| 21     | Izumi Ishikawa     | JPN  | 2:46.01 |
| 22     | Emi Saegusa        | JPN  | 2:47.24 |
| 23     | Qiu-Li Yu          | CHN  | 2:48.42 |
| 24     | Midori Daigo       | JPN  | 2:49.14 |

1982 ·
1983 ·
1984 ·
1985 ·
1986 ·
1987 ·
1988 ·
1989 ·
1990 ·
1991 ·
1992 ·
1993 ·
1994 ·
1995 ·
1996 ·
1997 ·
1998 ·
1999 ·
2000 ·
2001 ·
2002 ·
2003 ·
2004 ·
2005 ·
2006 ·
2007 ·
2008 ·
2009 ·
2010 ·
2011 · 
2012 ·
2013 ·
2014 ·
2015 ·
2016 ·
2017